# Cladogenèse

Deux modalités de la spéciation : selon la théorie gradualiste, elle se fait par anagenèse. Selon la théorie ponctualiste, elle se fait par cladogenèse.

La cladogenèse, terme popularisé par Bernhard Rensch, désigne le processus évolutif aboutissant à l'apparition de nouvelles espèces par la scission d'une lignée ancestrale en au moins deux lignées descendantes. Chacun des deux rameaux évolue alors de manière isolée et peut donner naissance à une nouvelle espèce. L'espèce souche peut se perpétuer, inchangée, dans l'une des deux lignées filles. Si l'espèce souche disparait au cours de la cladogenèse (pseudoextinction), elle donne naissance à deux espèces filles distinctes de l'espèce mère.
La spéciation par cladogenèse est la conséquence de phénomènes de mutations, sélections et ségrégations plus ou moins progressifs, sous l'effet d'une cause externe (glaciation, orogenèse, fermeture d'un isthme, migration d'une partie de la population ancestrale, etc.) ou interne (mise en place d'une barrière à la reproduction, innovation phénotypique, spécialisations de niche, etc.).
Ce processus est quasiment le seul en cause dans l'apparition de nouvelles espèces pour les animaux[réf. nécessaire].

## Origine
Les termes « anagenèse » et « cladogenèse » sont utilisés par Rensch dans la première édition allemande de son livre Neuere Probleme der Abstammungslehre (1947).
Ils sont repris dans la traduction anglaise Evolution Above the Species Level (1959) basée sur la seconde édition allemande (1954),.